# Pelteobagrus brashnikowi
Pelteobagrus brashnikowi är en fiskart som först beskrevs av Berg, 1907.  Pelteobagrus brashnikowi ingår i släktet Pelteobagrus och familjen Bagridae. IUCN kategoriserar arten globalt som livskraftig. Inga underarter finns listade i Catalogue of Life.